# إقليم كوكيمبو

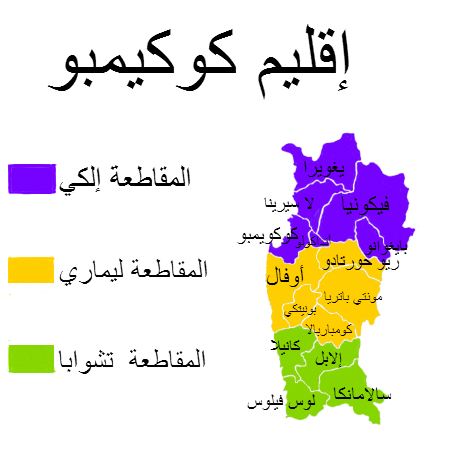
خريطة المنطقة كوكيمبو

إقليم كوكيمبو الرابعة (الإسبانية: IV Región de Coquimbo) هو واحد من 15 أولا التقسيمات الإدارية في تشيلي. وتبعد 400 كم شمالاً من العاصمة سانتياغو .
العاصمة وأكبر مدينة هي لا سيرينا، وأهم مدنها بعد عاصمة الإقليم كوكيمبو ، أوفال.وتشمل علي 3 مقاطعات هم : إلكي ، ليماري ، تشوابا .

## جغرافيا
تقع الإدارة في وسط تشيلي  وتتاخم الحدود مع الأرجنتين من الشرق والمحيط الهادئ من الغرب، وتبلغ مساحتها 40,579 كيلومتر مربع
وتحدها الأقاليم التالية:
•إقليم أتاكاما
•إقليم فالبارايسو

## ديموغرافيا
يبلغ عدد سكانها 75,758 نسمة (تعداد 2017)